# ゴンバーグ・バックマン反応
ゴンバーグ・バックマン反応（ゴンバーグ・バックマンはんのう、英語: Gomberg–Bachmann reaction) とは有機合成反応のひとつで、ジアゾニウム化合物を用いたアリール-アリールカップリング反応である。反応の名前はウクライナの化学者モーゼ・ゴンバーグとアメリカの化学者ワーナー・バックマン にちなむ。
ベンゼンなどの芳香族化合物 1 が塩基の存在下にジアゾニウム 2 とカップリングしてビフェニル誘導体 3 を与える。中間体はアリールラジカルとされる。多くの芳香族化合物でこの反応が試されたが、概して収率は低く、40%に及ばない。これはジアゾニウムが副反応を起こすためである。
例えば、p-ブロモビフェニルは 4-ブロモアニリンとベンゼンから合成される。
BrC6H4NH2 + C6H6 → BrC6H4−C6H5

## 関連反応
- ザンドマイヤー反応